# Distathma magellansis
Distathma magellansis là một loài tò vò trong họ Ichneumonidae.